# Список закрытых Википедий
Ниже представлен полный список Википедий, которые в прошлом полноценно функционировали, но по тем или иным причинам были закрыты и сейчас доступны только для чтения. По состоянию на 16 марта 2023 года таких Википедий — 11.

## Википедия на языке ндонга
Википедия на языке ндонга — закрытый раздел Википедии на языке ндонга.
История
- Создана в 2005 году[1].
- Закрыта в 2010 году[2].

Статистика
Википедия на языке ндонга по состоянию на 16 июля 2025 года содержит 8 статей, 2453 зарегистрированных пользователей. Администраторов раздел не имеет. Общее количество страниц в Википедии на языке ндонга — 443, правок — 5929, мультимедийные файлы отсутствуют. Глубина Википедии на языке ндонга очень большая и составляет 39 570,9 пунктов.

Посещаемость главной страницы Википедии на языке ндонга за последние два месяца:
Ссылка
Сайт Википедии на языке ндонга Моб. сайт Википедии на языке ндонга Статистика Сравнительная статистика

## Чоктавская Википедия
Чоктавская Википедия — закрытый раздел Википедии на чоктавском языке.
История
- Создана в 2004 году[1].
- Закрыта в 2007 году[4].

Статистика
Чоктавская Википедия по состоянию на 16 июля 2025 года содержит 6 статей, 1901 зарегистрированных пользователей. Администраторов раздел не имеет. Общее количество страниц в чоктавской Википедии — 202, правок — 4222, мультимедийные файлы отсутствуют. Глубина чоктавской Википедии очень большая и составляет 22 303,7 пунктов.

Посещаемость главной страницы чоктавской Википедии за последние два месяца:
Ссылка
Сайт чоктавской Википедии Моб. сайт чоктавской Википедии Статистика Сравнительная статистика

## Маршалльская Википедия
Маршалльская Википедия — закрытый раздел Википедии на маршалльском языке.
История
- Создана в 2004 году[1].
- Закрыта в 2008 году[6].

Статистика
Маршалльская Википедия по состоянию на 16 июля 2025 года содержит 4 статьи, 2208 зарегистрированных пользователей. Администраторов раздел не имеет. Общее количество страниц в маршалльськой Википедии — 207, правок — 4214, мультимедийные файлы отсутствуют. Глубина маршалльской Википедии очень большая и составляет 52 432 пунктов.

Посещаемость главной страницы маршалльской Википедии за последние два месяца:
Ссылка
Сайт маршалльськой Википедии Моб. сайт маршалльськой Википедии Статистика Сравнительная статистика

## Википедия на языке кваньяма
Википедия языке кваньяма — закрытый раздел Википедии на языке кваньяма.
История
- Создана в 2004 году[1].
- Закрыта в 2007 году[9].

Статистика
Википедия на языке кваньяма по состоянию на 16 июля 2025 года содержит 4 статьи, 1419 зарегистрированных пользователей. Администраторов раздел не имеет. Общее количество страниц в Википедии на языке кваньяма — 115, правок — 3550, мультимедийные файлы отсутствуют. Глубина Википедии на языке кваньяма очень большая и составляет 23 771,5 пунктов.

Посещаемость главной страницы Википедии на языке кваньяма за последние два месяца:
Ссылка
Сайт Википедии на языке кваньяма Моб. сайт Википедии на языке кваньяма Статистика Сравнительная статистика

## Википедия на языке носу
Википедия на языке носу — закрытый раздел Википедии на языке носу.
История
- Создана в 2004 году[1].
- Закрыта в 2007 году[12].

Статистика
Википедия на языке носу по состоянию на 16 июля 2025 года содержит 3 статьи, 2098 зарегистрированных пользователей. Администраторов раздел не имеет. Общее количество страниц в Википедии на языке носу — 188, правок — 11 655, мультимедийные файлы отсутствуют. Глубина Википедии на языке носу очень велика и составляет 235 752 пунктов.

Посещаемость главной страницы Википедии на языке носу за последние два месяца:
Ссылка
Сайт Википедии на языке носу Моб. сайт Википедии на языке носу Статистика Сравнительная статистика

## Википедия на языке хири-моту
Википедия на языке хири-моту — закрытый раздел Википедии на языке хири-моту.
История
- Создана в 2004 году[1].
- Закрыта в 2007 году[14].

Википедия на языке хири-моту по состоянию на 16 июля 2025 года содержит 3 статьи, 1693 зарегистрированных пользователей. Администраторов раздел не имеет. Общее количество страниц в Википедии на языке хири-моту — 130, правок — 3788, мультимедийные файлы отсутствуют. Глубина Википедии на языке хири-моту очень большая и составляет 52 219,4 пунктов.

Посещаемость главной страницы Википедии на языке хири-моту за последние два месяца:
Сайт Википедии на языке хири-моту Моб. сайт Википедии на языке хири-моту Статистика Сравнительная статистика

## Афарская Википедия
Афарская Википедия — закрытый раздел Википедии на афарском языке.
История
- Создана в 2005 году[1].
- Закрыта в 2008 году[16].

Статистика
Афарская Википедия по состоянию на 16 июля 2025 года содержит 0 статью, 4272 зарегистрированного пользователя. Администраторов раздел не имеет. Общее количество страниц в афарской Википедии — 511, правок — 4693, мультимедийные файлы отсутствуют. Глубина афарской Википедии составляет 0 пунктов.

Посещаемость главной страницы афарской Википедии за последние два месяца:
Сайт афарской Википедии Моб. сайт афарской Википедии Статистика Сравнительная статистика

## Крикская Википедия
Крикская Википедия — закрытый раздел Википедии на крикском языке.
- Создана в 2004 году[1].
- Закрыта в 2007 году[18].

Статистика
Крикская Википедия по состоянию на 16 июля 2025 года содержит 1 статью, 2425 зарегистрированных пользователей. Администраторов раздел не имеет. Общее количество страниц в крикской Википедии — 116, правок — 3605, мультимедийные файлы отсутствуют. Глубина крикской Википедии очень большая и составляет 411 001,1 пунктов.

Посещаемость главной страницы крикской Википедии за последние два месяца:
Ссылка
Сайт крикской Википедии Моб. сайт крикской Википедии Статистика Сравнительная статистика

## Википедия на языке канури
Википедия на языке канури — закрытый раздел Википедии на языке канури.
История
- Создана в 2006 году[1].
- Закрыта в 2007 году[20].

Википедия на языке канури по состоянию на 16 июля 2025 года содержит 0 статей, 5634 зарегистрированных пользователей. Администраторов раздел не имеет. Общее количество страниц в Википедии на языке канури — 163, правок — 4643, мультимедийные файлы отсутствуют. Глубина Википедии на языке канури очень мала и составляет лишь 0 пунктов.

Посещаемость главной страницы Википедии на языке канури за последние два месяца:
Сайт Википедии на языке канури Моб. сайт Википедии на языке канури Статистика Сравнительная статистика

## Википедия на языке гереро
Википедия на языке гереро — закрытый раздел Википедии на языке гереро.
История
- Создана в 2004 году[1].
- Закрыта в 2007 году[22].

Статистика
Википедия на языке гереро по состоянию на 16 июля 2025 года содержит 0 статей, 3824 зарегистрированных пользователей. Администраторов раздел не имеет. Общее количество страниц в Википедии на языке гереро — 176, правок — 4485, мультимедийные файлы отсутствуют. Глубина Википедии на языке гереро очень мала и составляет лишь 0 пунктов.

Посещаемость главной страницы Википедии на языке гереро за последние два месяца:
Ссылка
Сайт Википедии на языке гереро Моб. сайт Википедии на языке гереро Статистика Сравнительная статистика

## Удалённые Википедии
Википедии, которые в прошлом полноценно функционировали, но впоследствии были удалены:
- Клингонская Википедия — Википедия на искусственном клингонском языке, была разработана лингвистом Марком Окрандом специально для франшизы «Звёздный путь». Википедия была создана в июне 2004 года, а в августе 2005 удалена по решению Джимми Уэйлса.[24]
- Сибирская Википедия — Википедия на т. н. «сибирском языке», которая была создана в 2006 году. В 2007 году удалена (содержимое было перенесено на отдельный сайт).
- Википедия на языке токипона — Википедия на искусственном языке токипона.
- Молдавская Википедия — создана в 2003 году[1]. Закрыта в 2006 году[25]. 23 ноября 2017 года после долгого обсуждения на Metawiki было решено полностью удалить молдавский раздел с перенаправлением на румынский раздел[26].